# هلدینگ سینوفرت
هلدینگ سینوفرت(به انگلیسی: Sinofert Holdings) شرکت شیمیایی چینی و یکی از بزرگترین تولیدکننده‌های کودهای شیمیایی در چین است. این شرکت در سال ۱۹۹۴ میلادی تأسیس شد و دفتر مرکزی آن همکنون در پکن واقع است. ۵۳٪ از سهام این شرکت در اختیار گروه سینوکم، ۲۲٪ در اختیار شرکت پتاش‌کورپ و ۲۵٪ در بورس اوراق بهادار هنگ کنگ عرضه می‌شود. 